# Florimond de Beaune

Grafische Veranschaulichung des Problems

Florimond de Beaune, auch Debeaune, (* 7. Oktober 1601 in Blois; † 18. August 1652 in Blois) war ein französischer Mathematiker.
Nachdem er in jüngeren Jahren beim Militär gewesen war, kaufte er sich später eine Ratsstelle beim königlichen Gericht seiner Vaterstadt.
Beaune war ein Amateur-Mathematiker, der zur Geometrie von René Descartes eine Reihe von Anmerkungen verfasst hat, die von Frans van Schooten (1615–1650) in seine Ausgabe der Cartesischen Geometrie aufgenommen worden sind. Auch Descartes selbst schätzte seine Arbeit (die Beaune Descartes 1639 über Mersenne zukommen ließ) sehr und stellte sie sogar noch höher als die Parabelquadratur von Archimedes.
Bekannter ist de Beaune durch die so genannte Beaunesche Aufgabe, die in Descartes’ Briefen 1639 erwähnt wird: Bestimmung einer krummen Linie aus einer Eigenschaft ihrer Tangente. Speziell wird nach der Kurve gefragt, für die die Subtangenten einen konstanten Wert C haben (siehe Abbildung). Trotz Bemühungen von Descartes und Fermat blieb dieses Problem (deren Lösung die Exponentialfunktion ist) für fast 50 Jahre ungelöst. Leibniz gab 1684 in den Acta Eruditorum mittels des Logarithmus eine Lösung an. Mit Hilfe der Integralrechnung konnte Johann I Bernoulli 1693 einen weiteren Lösungsweg angeben. Auch Beaune selbst versuchte sich schon an einer Lösung.
Florimond de Beaune starb 1652 in seiner Heimatstadt.